# Ганіна Оксана Давидівна
Ганіна Оксана Давидівна (4 лютого 1913, с. Орлянське Запорізька область — 1993, м. Київ) — українська археологиня.

## Життєпис
У 1929 р. працювала на Дніпробуді. Потім закінчила ФЗУ і отримала професію слюсаря.
У 1935 р. вийшла заміж, 1936 р. разом з чоловіком переїхала на Далекий Схід.
У 1944 р. закінчила Хабаровський державний педагогічний інститут.
Від 1950 р. працювала науковим співробітником Державного історичного музею УРСР.
У 1963 р. очолила спецвідділ музею "Золота комора", який у 1968 р. був реорганізований в Музей історичних коштовностей УРСР (нині Скарбниця Національного музею історії України). Була першим завідувачем філії (до 1984 р.).
Досліджувала скіфські, сарматські та античні пам'ятки в Україні. Брала участь в археологічних експедиціях: Запорізький (у с. Новопилипівка, 1951), Суботівський (1956), Кременчуцькій (1967), керувала експедиціями ДІМ в Тернопільській області (розкопки поселень поблизу с. Іване-Пусте, 1958—1969, і с. Залісся, 1970).

## Наукові публікації
Має 30 наукових публікацій. Серед них:
- Музей історичних коштовностей УРСР. — К.: Мистецтво, 1974. — 183 с.;
- До питання про жіночі поховання зі зброєю скіфського часу // Праці Київського державного історичного музею. — 1958. — Т. 1. — С. 175—183;
- О женских захоронениях в парных погребениях скифского времен // Записки Одесского археологического общества. — 1960. — № 1. — С. 96—104;
- Античні посудини з торфовища на р. Супой: попереднє повідомлення // Археологія. — 1964 — Т. XVI. — С.195—198.
- Поселення скіфського часу у селі Іване-Пусте // Археологія. — 1965. — Т. ХІХ. — С.106—116.
- Зерна та насіння рослин з поселення в с. Іване-Пусте // Археологія. — 1968. — Т. ХІХ. — С. 187—193.
- Поселення ранньоскіфського часу біля с. Залісся // Археологія. — 1984. — Вип. 47. — С. 68—79.
- Античні бронзи з Піщаного. — Київ: Мистецтво, 1970.